# 昂加島
昂加島是美國的島嶼，位於阿拉斯加灣，屬於舒馬金群島的一部分，由阿拉斯加州負責管轄，面積442平方公里，是該國第35大島嶼，島上無人居住。
55°15′38″N 160°41′42″W / 55.26056°N 160.69500°W